# Socialna moč
Socialna moč je sposobnost vplivanja ene osebe ali organizacijske skupine na drugo, tako da storijo nekaj, česar sicer ne bi. Moč pomeni možnost nadzora nad dogodki in ljudmi, medtem ko šibkost pomeni nizko stopnjo nadzora ter je lahko tudi imaginacija lastne moči . Moč je funkcija nadzora nad viri. Bolj kot je vir pomemben in zanimiv, več moči ima oseba. Hkrati pa je moč odvisna tudi od odnosa, kajti socialna moč ne obstaja brez oseb, ki so se zmožne podrejati . Določena oseba ima lahko moč v eni situaciji oz. odnosu, v drugi pa ne. Večja kot je odvisnost A od B, večjo moč ima B v odnosu z A . Največja je tista socialna moč, ki je ni potrebno dokazovati in jo podrejeni priznavajo brez prisile. Pri socialni moči lahko razlikujemo med: nosilcem ali izvorom, sredstvom, ciljem, socialnimi odnosi in socialnim kontekstom. Na socialno moč se navezujejo psihološke značilnosti kot je želja po moči, želja po dominaciji, samozavest. Zaznavanje moči pa se povezuje z učinkom, produktivnostjo, zadovoljstvom z supervizijo in zadovoljstvom pri delu.
Tako kot obstaja moč, obstaja tudi odpor do socialne moči. V določenih okoliščinah se posamezniki uprejo tistim, ki si jih želijo podrediti. Pogoj, da se pojavi odpor do moči sta želja po svobodi in želja po individualnosti. Pomemben situacijski dejavnik odpora je socialna podpora neodvisnosti.

### Moč in vpliv
Moč je tudi potencial za vplivanje na druge  . Moč se spremeni v vpliv, kadar posameznik ali skupina z uporabo moči uveljavi svoje interese in doseže cilje  . Moč in vpliv sta pomembna v procesu organizacijskega odločanja, saj posamezniku omogočita, da uveljavi svoje mnenje, poglede in rešitve.

## Delitev moči
Izvor moči je lahko posameznik ali organizacijska struktura  . Individualna moč temelji na sposobnostih, osebnosti, ekspertnosti in znanju . Organizacijska moč pa temelji predvsem na odvisnosti. Večja kot je odvisnost A od B, večjo moč ima B nad A. Odvisnost je največkrat povezana z nadzorom nad sredstvi (informacijami, znanjem, denarjem, materialnimi dobrinami, …). Odvisnost se poveča s povečanjem pomembnosti  (stvari, ki jih oseba nadzira morajo biti pomembne za organizacijo), redkosti (tisto, česar je veliko, je poceni in tisto, česar je malo, je drago) in nenadomestljivosti (vir moči ne sme biti zamenljiv z drugimi) sredstev.
Navedena sredstva moči se v življenju lahko prepletajo. Oseba lahko izvaja svojo moč, le dokler sredstva za izvajanje moči ne dosežejo zgornjega praga stroškov. Moč pa lahko izgubimo tudi zaradi spremenjenih pogojev. Osnovni tipi moči se razlikujejo glede na strukturo koristi in stroškov vključenih oseb ter glede na način doseganja ravnotežja moči v odnosih.

### Različni tipi osebne moči
- Legitimna moč izhaja iz formalnega položaja v hierarhiji in temelji na legitimni pravici nadzora, ki lahko izvira iz tradicionalnih, veljavnih in skupinsko sprejetih norm. Legitimno moč podeljuje položaj. Posameznik z legitimno močjo poseduje tudi moč nagrade in moč prisile oz. kaznovanja. 
  - Moč nagrade izvira iz zmožnosti posameznika, da nagradi vedenje ali omogoči zadovoljitev določene potrebe.
  - Moč prisile oziroma moč kaznovanja pa temelji na strahu pred negativnimi posledicami, ki jih oseba lahko dodeli, če ne ubogamo njenih navodil oz. ukazov. Oseba mora imeti sredstva za kaznovanje. Skupaj z močjo nagrajevanja se pogosto povežeta v enoten tip, saj lahko z istimi sredstvi nagrajujemo in kaznujemo.
- Ekspertna moč temelji na zaupanju v strokovnjaka in njegovo strokovnost. Oseba z ekspertno močjo mora imeti določeno strokovno znanje in izkušnje.
- Referenčna ali identifikacijska moč izhaja iz osebnostnih lastnosti in zmožnosti, ki jih ima posameznik. Zaradi teh lastnosti ga občudujemo in se z njim poistovetimo. Ta moč je v rokah podrejenih in temelji na njihovi identifikaciji. Podrejena oseba referenčni sama podeli moč.
- Informacijska moč je pogojena z dostopnostjo informacij.
- Karizmatična moč temelji na privlačni osebnosti.[1][3]

## Posledice uporabe moči, korupcija moči
Psihološke posledice moči je raziskoval Philip Zimbardo. Njegov najbolj znan eksperiment na o tej temi je Stanfordski eksperiment, ki je simulacija zaporniške situacije. Od tu izhaja tudi njegov znan rek: »moč kvari, absolutna moč kvari najbolj«.
David Kipnis  pa je oblikoval model korupcije v petih stopnjah. Na prvi stopnji dostop do sredstev moči poveča verjetnost, da bo moč uporabljena, saj naj bi posest moči spodbujala njeno uporabo. Na drugi stopnji nosilec zaradi pogoste rabe moči verjame, da nadzira dejanja podrejene osebe. Na tretji stopnji se spoštovanje do podrejenih zmanjšuje premosorazmerno z lastitvijo zaslug za dejanja podrejenih. Na četrti stopnji procesa se veča socialna distanca med nosilcem moči in podrejenim, zaradi zniževanja veljave podrejene osebe. Oseba na peti stopnji   verjame, da je moč znak za višje vrednotenje sebe, zato dostopnost in uporaba moči navadno povečata samozaupanje močnih. Do procesa korupcije  moči pride pri osebah, ki imajo moč dolgo časa, ob enem pa nimajo izdelanih etičnih sistemov samokorekcije.

## Moč v organizaciji
Organizacija v večini primerov strukturirana na dva načina: horizontalno in vertikalno. Od organizacijske strukture pa je odvisno, kdo je na poziciji avtoritete, kako je razdeljeno delo in kako se zaposlenim pripisujejo naloge. Tako vertikalna kot horizontalna ureditev organizacije ima svoje prednosti in pomanjkljivosti.

### Vertikalna struktura organizacije
Vertikalna struktura je bolj tradicionalna kot horizontalna struktura. Porazdelitev moči se v vertikalni strukturi od vrha proti dnu znižuje, podajanje navodil in nadzor pa sledita strogi linearni strukturi. Vsaka oseba je odgovorna za specifične dolžnosti. Zaposleni odgovarjajo neposredno svojim nadrejenim. Vertikalne organizacije so zelo učinkovite, hitro sprejemajo odločitve, imajo dobro definirane naloge, pridobivanje novih sposobnosti in znanj večinoma ni potrebno. Takšno delovanje jim omogočajo rigidna in obsežna pravila, ki lahko sprožajo občutja, da prispevek posameznika ni pomemben. Moč v vertikalno strukturirani organizaciji lahko izvira: iz obsega resursov, s katerimi razpolagamo, iz nadzora nad odločanjem in informacijami ter iz osrednjega položaja v mreži, ki posamezniku omogoča lahek dostop do informacij in do ljudi.

### Horizontalna struktura organizacije
Moč je znotraj horizontalne organizacije bolj porazdeljena, zato je tudi veriga nadzora manj izdelana. Posameznik ima lahko v določenem trenutku več nadrejenih. Horizontalna organizacija ima manj pravil in je s tega vidika manj učinkovita. Pri sprejemanju odločitev porabi več časa in virov.  Zaposleni imajo več moči, kar povečuje njihovo zadovoljstvo in jim daje občutek, da so sel ekipe. Posameznik v horizontalni organizaciji nima povsem izdelanih dolžnosti, zato mora osvojiti več veščin. Identifikacija delavcev s podjetjem je v horizontalni organizaciji večja. Moč posameznika v horizontalno strukturirani organizaciji je odvisna od prispevka posameznika k skupinskemu uspehu organizacije. Izvor moči je tako lahko: strateški pomen posameznika za uresničevanje organizacijskih ciljev in vtis nenadomestljivosti, medsebojna povezanost in odvisnost, nadzor na finančnimi resursi, vpliv na končni rezultat in sposobnost obvladovanja negotovosti.

## Oddaljenost moči (power distance)
Oddaljenost moči (power distance) je kot eno izmed štirih dimenzij stališč odkril Hofstede leta 1980. Opredelil jo je kot nivo, do katerega delavci z manj moči sprejemajo in pričakujejo neenako porazdelitev moči. Oddaljenost moči ne odraža dejanskih razlik v moči ali vplivu, ampak socialno distanco ter odnos med delavcem in vodjo.
Oddaljenost moči je lahko tudi značilnost družbe, ki opisuje, koliko manj močni člani institucije in organizacije znotraj države pričakujejo ter sprejemajo, da je moč razdeljena neenakomerno. Družbe z visoko oddaljenostjo moči so navadno bolj hierarhično urejene. Privilegiji so predvsem v rokah oseb, ki so višje na hierarhiji, osebe nižje na hierarhiji pa neenakomerno porazdelitev moči sprejemajo in pričakujejo. Družbe z nizko oddaljenostjo moči so bolj enakopravne,manj pogosto se podrejajo avtoritetam ter navadno znižujejo statusne razlike.
Na individualnem nivoju posamezniki z visoko oddaljenostjo sprejemajo neenakomerno porazdelitev moči in ne pričakujejo, da bodo lahko sami vplivali na odločitve. Navodila nadrejenih sprejemajo brez upiranja. Posamezniki z nizko oddaljenostjo moči pa pričakujejo, da bodo lahko vplivali na odločitve znotraj organizacije in so manj pripravljeni sprejeti navodila od nadrejenih.  
Oddaljenost moči lahko označimo tudi z indeksom PD, ki sestoji iz treh postavk: 
1. ne vodstveni delavci zaznavajo, da je delavce strah izraziti nestrinjanje z vodjami;
2. podrejeni zaznavajo, da njihov vodja sprejema odločitve na avtokratski ali prepričevalni način;
3. podrejeni si ne želijo posvetovalnega odnosa s šefom.[5]

## Mehka moč (soft power)
Soft power je termin, ki ga je vpeljal Joseph S. Nye, profesor na Harvardski univerzi, da bi opisal sposobnost privlačevanja kot sredstva prepričevanja nasprotnika oz. tekmeca. Gre za privlačevanje skozi dialog in izmenjavo, da bi partner delil naše cilje. Mehka moč je sposobnost dobiti kar želimo s prepričevanjem drugih, da posvojijo naše cilje. Razlikuje se od trde moči, katera se uporablja za prisilo nasprotnika, da se podredi naši volji, kar dosežemo s pomočjo groženj, uporabe sile ali finančnih sredstev. Mehka in trda moč lahko ena drugo ojačujeta ali pa si nasprotujeta.
Nye je termin skoval v svoji knjigi iz leta 1990, Bound to Lead: The Changing Nature of American Power (COBISS). Nadalje je koncept razvil v knjigi iz leta 2004, Soft Power: The Means to Success in World Politics (COBISS). Besedna zveza se danes množično uporablja v mednarodnih odnosih, predvsem s strani analitikov in politikov.
Moč, kot jo definira Nye, je zmožnost vplivanja na obnašanje drugih na tak način, da pridemo do rezultata, do katerega želimo priti. Uporaba mehke moči je »drug obraz moči«, ki indirektno dovoljuje, da ohranimo in dosežemo lastne cilje.
V mednarodni politiki je moč države definirana s tem, da ima relativno veliko populacijo, ozemlje, naravne vire, ekonomsko moč, vojaško moč in socialno stabilnost. Kljub temu pa tovrstne države ne dosežejo vedno tega, kar si želijo. Po drugi strani pa lahko države, katere so občudovane zaradi svojih vrednot in s katerimi se kosajo druge države, da bi dosegle njihov nivo prosperitete in odprtosti, dobijo, kar želijo. Mehka moč se kaže ravno v tem, da druge države stremijo k istim ciljem kot jih ima ta država in jih tudi dosega.
Uspešnost mehke moči je odvisna predvsem od konteksta (kdo se povezuje s kom in v kakšnih okoliščinah), pomembnejša je takrat, ko je moč razpršena, manj smiselna za uporabo pa takrat, ko želimo oprijemljive takojšnje rezultate, saj mehka moč deluje predvsem indirektno ter dolgoročno.